# Wookieepedia
 (février 2023).
Wookieepedia est un site Web non officiel de type wiki, spécialisé dans l'univers de Star Wars et décliné en plusieurs dizaines de langues. Il est hébergé par la société Fandom.

## Wookieepedia: TheStar WarsWiki
Wookieepedia: The Star Wars Wiki, abrégé Wookieepedia, est le nom du site lancé le 4 mars 2005 par des fans de Star Wars, contributeurs de Wikipédia anglais, frustrés par les critères de notoriété nécessaires à la création d'un article, d'après eux. Les premiers rédacteurs du site anglais, hébergé par la société Fandom, ont été copiés directement de Wikipédia sous la licence de documentation libre GNU. La structure globale des pages Wookieepedia est similaire à celle des articles de Wikipédia. Les articles doivent convenir à des conventions de style, utiliser des sources officielles, des sections obligatoires selon le type d'articles, contenir des citations, regrouper des images, trier les pages par catégorie et intégrer des liens interlangues.
Le site concentre des pages de contenu sur le monde réel (créateurs, acteurs et sociétés par exemple) et les deux continuités narratives de la saga Star Wars (Canon et Légendes), ces dernières écrites selon une perspective appelée in-universe. Les articles in-universe ont la particularité d'être rédigés au passé. Le site est presque tout le temps à jour et est régulièrement salué par des membres de la société de production Lucasfilm. Wookieepedia: The Star Wars Wiki regroupe, en 2024, près de 190 000 articles consultables.

### Inclusivité des personnages LGBT
Au début de l'année 2021, Wookiepedia a connu des débats entre des contributeurs souhaitant plus d'inclusivité dans le traitement des questions et personnages lesbiennes, gays, bisexuels et transgenres et des administrateurs aux vues plus conservatrices. Les conflits ont entraîné l'intervention de Fandom. Le directeur de la sécurité communautaire Tim Quievryn est intervenu le 3 avril 2021 sur la plateforme. Ces conflits ont engendré l'établissement de nouvelles règles plus inclusives spécifiant l'usage des pronoms et comportant de nombreuses ressources sur la transidentité et le mouvement queer.

### Explication du nom
La prononciation très similaire entre wiki et wookiee, l'une des espèces fictives de l'univers Star Wars, est la raison du choix du nom « Wookieepedia ».

### Distinctions
Le 28 novembre 2005, Wookieepedia a été choisi comme « Site internet Sci-fi de la semaine » par la chaîne américaine Sci Fi Channel . En janvier 2006, ce wiki fut « Wiki du mois » selon Wikia.

## Autres versions
À part Wookieepedia: The Star Wars Wiki, il existe une soixantaine d'autres versions en d'autres langues. ll existe une version en français, autrefois indépendante, choisie le 16 janvier 2011 par le site anglais Wookieepedia pour les liens interlangues jusqu'à sa disparition en 2015. Depuis août 2015, les liens interlangues pointent vers la version française hébergée par Fandom.